# Alternanthera paronichyoides
Espèce
Classification APG III (2009)
Alternanthera paronichyoides est une espèce de plante herbacée de la famille des Chenopodiaceae, ou des Amaranthaceae, selon la classification envisagée. 